# Omfartsvej (Løgumkloster)
 Omfartsvej  er en to sporet omfartsvej der går nord om Løgumkloster. Vejen er en del af sekundærrute 401 der går imellem Døstrup og Tinglev og sekundærrute 429 der går imellem Løgumkloster og Rødekro.
Den er med til at lede trafikken der skal mod Tinglev og Rødekro uden om Løgumkloster, så byen ikke bliver belastet af for meget trafik.
Vejen forbinder Bredebrovej i vest og Krusåvej i øst, og har forbindelse til Jørgensgaardvej.